# Hans von Stedingk
Hans Ludvig von Stedingk, född 7 december 1862, död 31 december 1945, var en svensk greve och operachef, son till Eugène von Stedingk och Wilhelmina Gelhaar.

## Biografi
von Stedingk blev greve inom den grevliga ätten von Stedingk vid farfaderns död 1875. Han blev underlöjtnant vid Göta livgarde 1884, löjtnant 1890 och var kapten där 1902–1912. 1902 blev han adjutant hos Oskar II och 1908 hos Gustav V, blev kabinettskammarherre 1912 och överstekammarjunkare 1941.
Han förordnades 1910, sedan Albert Ranfts entreprenad hade gått ut, till chef för Kungliga Teatern och var verkställande direktör i dess aktiebolag 1910–1919. Han var även ordförande i styrelsen för Kungliga Teatern 1919–1932. Bland de verk som togs upp på scenen under hans chefskap märks Boris Godunov, Thais, Madonnans juveler, Marouf och Parsifal, och i ny påkostad uppsättning framfördes även bland andra Hugenotterna, Trollflöjten, Mefistofeles. Under hans ledning försiggick även en renässans av baletten, påverkad av den ryske balettmästaren Michel Fokines Sverigebesök.
von Stedingk gifte sig 1887 med Gunborg Ström (1866–1933), dotter till rådman Bror Ström och Vilhelmina Ström. Makarna von Stedingk är begravda på Norra begravningsplatsen utanför Stockholm.

## Utmärkelser

### Svenska utmärkelser
- Konung Oscar II:s och Drottning Sofias guldbröllopsminnestecken, 1907.[2]
- Konung Gustaf V:s jubileumsminnestecken med anledning av 70-årsdagen, 1928.[3]
- Kommendör med stora korset av Nordstjärneorden, 14 november 1942.[4]
- Kommendör av första klassen av Nordstjärneorden, 6 juni 1925.[5]
- Kommendör av andra klassen av Nordstjärneorden, 5 juni 1920.[6]
- Riddare av Nordstjärneorden, 1913.[7]
- Kommendör av andra klassen av Vasaorden, 6 juni 1917.[8]
- Riddare av Carl XIII:s orden, 28 januari 1910.[9]
- Riddare av första klassen av Svärdsorden, 1904.[10]

### Utländska utmärkelser
- Storkorset av Belgiska Leopold II:s orden, tidigast 1935 och senast 1940.[11][12]
- Storkorset av Finlands Vita Ros’ orden, tidigast 1935 och senast 1940.[11][12]
- Kommendör av första klassen av Finlands Vita Ros’ orden, tidigast 1918 och senast 1921.[13][14]
- Storkorset av Lettiska Tre Stjärnors orden, tidigast 1928 och senast 1931.[3][15]
- Storofficer av Italienska Sankt Mauritius- och Lazarusorden, 1913.[16][17]
- Kommendör av första graden av Danska Dannebrogorden, 1913.[16][17]
- Kommendör av första klassen av Norska Sankt Olavs orden, 1914.[2][17]
- Kommendör av Franska Hederslegionen, tidigast 1921 och senast 1925.[14][18]
- Kommendör av Rumänska kronorden, tidigast 1910 och senast 1912.[19][20]
- Riddare av andra klassen av Ryska Sankt Annas orden, 1909.[19][21]
- Riddare av första klassen av Badiska Zähringer Löwenorden, 1909.[19][21]
- Riddare av tredje klassen av Preussiska Röda örns orden, senast 1908.[22]
- Ledamot av Amerikanska Cincinnatusorden, senast 1908.[22]